# Collegio plurinominale Piemonte 2 - 01 (2020)
Il collegio elettorale plurinominale Piemonte 2 - 01 è un collegio elettorale plurinominale della Repubblica italiana per l'elezione della Camera dei deputati.

## Territorio
Come previsto dalla legge n. 51 del 27 maggio 2019, il collegio è stato definito tramite decreto legislativo all'interno della circoscrizione Piemonte 2.
Il collegio comprende la zona definita dai due collegi uninominali Piemonte 2 - 02 (Novara) e Piemonte 2 - 03 (Vercelli) e comprende quindi il territorio delle province di Verbano-Cusio-Ossola, Vercelli, Biella e Novara.

## XIX legislatura

### Risultati elettorali
|                               | Fratelli d'Italia                                       | 130 922 | 30,94 | 1 | 224 965 | 53,17 | 2 |  |  |
|                               | Lega per Salvini Premier                                | 54 873  | 12,97 | – | 224 965 | 53,17 | 2 |  |  |
|                               | Forza Italia                                            | 36 749  | 8,69  | – | 224 965 | 53,17 | 2 |  |  |
|                               | Noi Moderati                                            | 2 421   | 0,57  | – | 224 965 | 53,17 | 2 |  |  |
|                               | Partito Democratico - Italia Democratica e Progressista | 74 299  | 17,56 | 1 | 104 543 | 24,71 | – |  |  |
|                               | +Europa                                                 | 14 482  | 3,42  | – | 104 543 | 24,71 | – |  |  |
|                               | Alleanza Verdi e Sinistra                               | 13 587  | 3,21  | – | 104 543 | 24,71 | – |  |  |
|                               | Impegno Civico – Centro Democratico                     | 2 175   | 0,51  | – | 104 543 | 24,71 | – |  |  |
|                               | Azione - Italia Viva                                    | 36 387  | 8,60  | – | 36 387  | 8,60  | – |  |  |
|                               | Movimento 5 Stelle                                      | 34 585  | 8,17  | – | 34 585  | 8,17  | – |  |  |
|                               | Italexit                                                | 11 149  | 2,63  | – | 11 149  | 2,63  | – |  |  |
|                               | Italia Sovrana e Popolare                               | 7 039   | 1,66  | – | 7 039   | 1,66  | – |  |  |
|                               | Unione Popolare                                         | 4 457   | 1,05  | – | 4 457   | 1,05  | – |  |  |
| Totale                        | Totale                                                  | 423 125 | 100   | 2 | 423 125 | 100   | 2 |  |  |
|                               |                                                         |         |       |   |         |       |   |  |  |
| Voti non validi               | Voti non validi                                         | 22 023  | 4,95  |   |         |       |   |  |  |
| Votanti                       | Votanti                                                 | 445 148 | 65,69 |   |         |       |   |  |  |
| Elettori                      | Elettori                                                | 677 643 |       |   |         |       |   |  |  |
|                               |                                                         |         |       |   |         |       |   |  |  |
| Data: 25 settembre 2022       |                                                         |         |       |   |         |       |   |  |  |
| Fonte: Ministero dell'interno |                                                         |         |       |   |         |       |   |  |  |

### Eletti

#### Eletti nei collegi uninominali
Eletti nella coalizione di centro-destra (FdI - Lega - FI - NM)
| Collegio uninominale | Eletto | Eletto                        | Partito |
| -------------------- | ------ | ----------------------------- | ------- |
| 2. Novara            |        | Alberto Gusmeroli             | Lega    |
| 3. Vercelli          |        | Andrea Delmastro Delle Vedove | FdI     |

#### Eletti nella quota proporzionale
| Fratelli d'Italia | Partito Democratico-IDP |
| ----------------- | ----------------------- |
|                   |                         |
| Emanuele Pozzolo  | Federico Fornaro        |

1. ↑  In data 14.05.2025 aderisce al gruppo misto-NI.